# Baseball ai Giochi della XI Olimpiade
Ai Giochi di Berlino nel 1936, il baseball fece la sua seconda apparizione come esibizione alle Olimpiadi, ventiquattro anni dopo il primo esperimento.
Alla partita, disputata il 12 agosto allo Stadio Olimpico di Berlino davanti a 90.000 persone, presero parte due delegazioni statunitensi, una chiamata "World Champions" e l'altra "U.S. Olympics", vinsero i primi per 6-5.
L'arbitro del match era Leslie Mann (1892–1962), uno dei più convinti sostenitori del baseball alle Olimpiadi.

## Risultato
| Squadra         | 1 | 2 | 3 | 4 | 5 | 6 | 7 | R | H | E |
| --------------- | - | - | - | - | - | - | - | - | - | - |
| U. S. Olympics  | 2 | 2 | 0 | 0 | 0 | 0 | 1 | 5 | ? | ? |
| World Champions | 5 | 5 | 5 | 5 | 5 | 5 | 1 | 6 | ? | ? |